# Вавилонський календар
Вавилонський календар — найдавніший місячний календар..

## Місячний календар
Єгипетський календар був найдавнішим сонячним календарем, а Вавилон можна вважати батьківщиною першого місячного календаря. Його створено в середині третього тисячоліття до нашої ери у Шумері. Вавилонський цар Хаммурапі (1792—1750 роки до нашої ери) об'єднав під своєю владою території Дворіччя з містами-державами Урук, Кіш, Ур, Лагаш і ін.
За часів царювання Хаммурапі календар міста Ур став офіційним календарем Вавилонії. Спочатку він був місячним і рік у ньому складався з 12 місяців по 29 і 30 днів у кожному. Місяці називались: Нісану, Айру, Сівану, Дуузу, Абу, Улулу, Ташріту, Арахсамну, Кісліву, Тхабіту, Шабатху і Адар. Першим місяцем року був Нісану, який відповідав приблизно періоду з 22 березня по 22 квітня. Дрібнішою одиницею вимірювання часу був семиденний тиждень, запозичений у шумерів.

## Місячно-сонячний календар
Поступово календар перетворювався на місячно-сонячний. Вже у вісімнадцятому столітті до нашої ери застосовувалася система довільних вставок. Про це йдеться в одному з указів Хаммурапі:
«Оскільки рік має недолік, то нехай місяць, що зараз починається, отримає назву другого улулу, і тому податки Вавилону сплачуватимуться не 25 числа ташріту, а 25 другого улулу».
Тобто, після першого місяця улулу вставлено другий місяць з тією ж назвою. Цей спосіб довільних вставок втримався у Вавилоні до шостого століття до нашої ери, після чого з'явилася система вставок за циклами. Найперше з'явилася «восьмирічка», протягом якої тричі вставлялися додаткові, тринадцяті, місяці (другі улулу); широко застосовувався спосіб подовження року вставлянням другого адару.
Починаючи з кінця четвертого століття до нашої ери почав застосовуватися 19-річний цикл, протягом якого вставляли 7 місяців, що припадали на 3ій, 6ий, 8ий, 11ий, 14ий, 16ий і 19ий роки циклу. Цей цикл відкрито близько 380 року до нашої ери і має назву Метонів цикл.

## Сарос
Найбільшою заслугою вавилонських астрономів було відкриття періоду «сарос», що єгипетською означає «повторення». Сарос — це проміжок часу, після закінчення якого в тій же послідовності знову повторюються сонячні і місячні затемнення. Сарос приблизно дорівнює 6585 1/3 доби.
За повідомленням давньогрецького історика Діодора Сицилійського, що жив у першому столітті до нашої ери, вавилоняни за допомогою сароса пророкували затемнення. Достовірно відомо, що знаменитий грецький вчений Фалес з Мілета, знаючи сарос, передбачив повне сонячне затемнення, що спостерігалося у Малій Азії 28 травня 585 року до нашої ери.